# Sandgate, Kent
Sandgate är en ort och civil parish i grevskapet Kent i sydöstra England. Orten ligger i distriktet Folkestone and Hythe, mellan städerna Folkestone och Hythe. Civil parishen hade 4 928 invånare vid folkräkningen år 2021.